# Степное (Михайловский район)
В Приморье в Спасском районе тоже есть село Степное.
В Приморье в Уссурийском городском округе тоже есть село Степное.
Степно́е — село в Михайловском районе Приморского края, входит в состав Сунятсенского сельского поселения.

## География
Село Степное расположено к северо-западу от Михайловки на автодороге, соединяющей Михайловку с посёлком Липовцы Октябрьского района.
Расстояние до районного центра Михайловка около 23 км, до Первомайского около 16 км.
Село Степное стоит на правом берегу малой реки, правого притока реки Абрамовка.

## Население
| 2002 | 2010 |
| ---- | ---- |
| 352  | ↘196 |

## Улицы
| - ул. Бонивура, - ул. Ленина, - пер. Майский, - ул. Советская, | - ул. Совхозная, - пер. Широкий, - ул. Школьная. |

## Экономика
Сельскохозяйственные предприятия Михайловского района.